# Ichtiornis
Ichtiornis – rodzaj wymarłych ptaków z rodziny ichtiornisów (Ichthyornithidae).

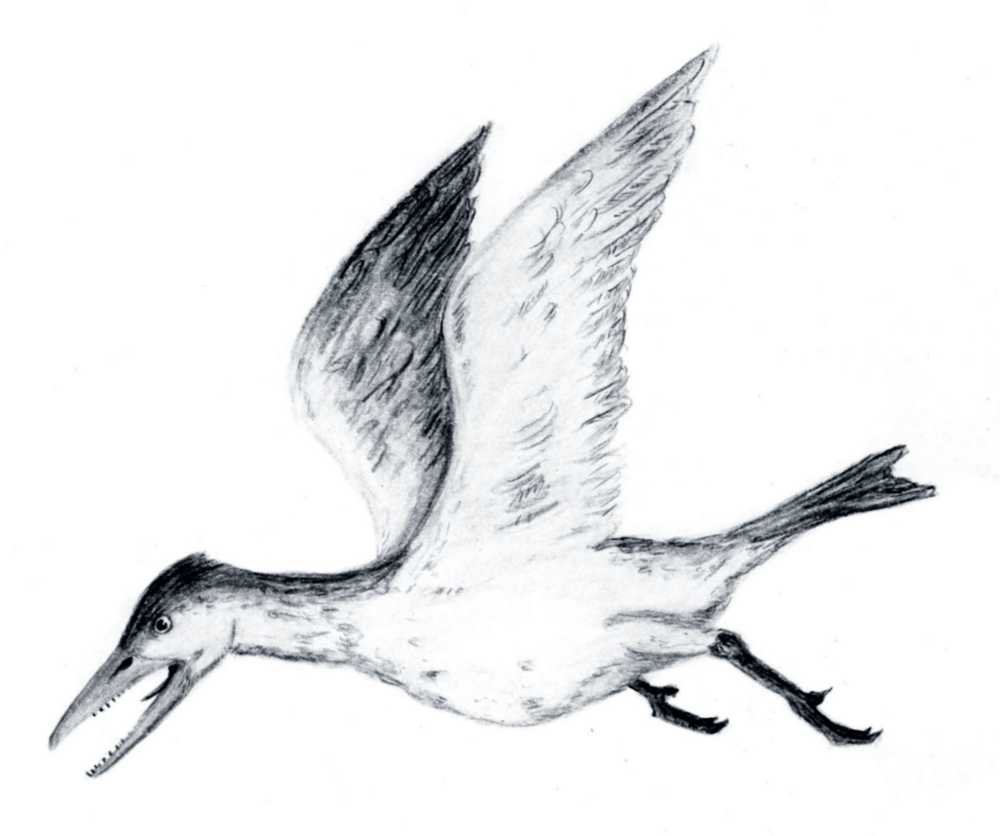

Żył w epoce późnej kredy (ok. 93-71 mln lat temu) na terenach obu Ameryk i centralnej Azji. Długość ciała ok. 20 cm, wysokość ok. 15 cm, masa ok. 300 g. Jego szczątki znaleziono w Kanadzie, USA, Argentynie i w Uzbekistanie.
Żył w pobliżu mórz. Jego pożywienie stanowiły głównie ryby. Był podobny do rybitwy. Miał szczególnie dobrze rozwinięty mostek i klatkę piersiową. Jego szczęki były jeszcze zaopatrzone w zęby.
Gatunki:
- Ichthyornis dispar

Obecnie nazwą Ichtiornis określa się także klad grupujący rybożerne ptaki z rzędu Ichthyornithiformes.